# Léonard Fuka Unzola
Léonard Fuka Unzola, död 27 december 2018 vid 83 års ålder, var en Kinshasa-kongolesisk politiker (MLC). Han var guvernör i provinsen Bas-Congo 1997–1998.
Fuka Unzola var 2006 oppositionens kandidat till guvernörsposten i Bas-Congo, med Bundu dia Kongos ledare Ne Muanda Nsemi som kandidat till viceguvernör. När de förlorade valet anklagade deras anhängare myndigheterna för valfusk och uppmanade till protester mot valresultatet. Efter att polisen, den 1 februari 2007, stormade Nsemis hus i provinshuvudstaden Matadi dödades minst 77 personer i olika delar av provinsen, enligt uppgifter från sjukvården och vittnen.